# 劉霸道
刘霸道（?—?），隋末起义军领袖。
平原郡东有豆子阬，靠海，河绕，地形险阻。刘霸道家住在豆子阬旁，世代为官，资产富厚。刘霸道喜好游侠，家中有食客数百人，隋末民变起，很多人依附于刘霸道，刘霸道拥有十几万部众，号称“阿舅贼”。